# ميرساد بيكتيتش
ميرساد بيكتيتش (بالإنجليزية: Mirsad Bektić؛ مواليد 16 فبراير 1991) هو مُقاتل فنون قتالية مختلطة أمريكي من أصل بوسني.

## وصلات خارجية
- ميرساد بيكتيتش على موقع يو إف سي (الإنجليزية)
- ميرساد بيكتيتش على موقع شيردوغ (الإنجليزية)
- ميرساد بيكتيتش على موقع Tapology.com (الإنجليزية)
- ميرساد بيكتيتش على موقع IMDb (الإنجليزية)